# Ompu Raja Hutapea
Ompu Raja Hutapea is een bestuurslaag in het regentschap Toba Samosir van de provincie Noord-Sumatra, Indonesië. Ompu Raja Hutapea telt 683 inwoners (volkstelling 2010).